# ユメカ・ナウカナ?
ユメカ・ナウカナ？（2002年10月28日 - ）は、日本の女性アイドル。女性アイドルグループ・ASPのメンバー。かつてはCARRY LOOSEのメンバーとして活動しており、アイドルネッサンスでは・野本 ゆめか（のもと ゆめか）の名義で所属していた。WACK所属。埼玉県出身。

## 略歴
幼少時からアイドルに憧れ、小学4年生の時にアイドリング!!!「One Up!!!/苺牛乳」のリリースイベントで行われていた「アイドリング!!!と今年の夏も思い出をつくろう。アイドル体験会!!!」に参加したことがある。
2015年12月、アイドルネッサンス候補生となり、2016年6月11日に開催された「アイドルネッサンス部 新体制お披露目するネッサンス!!」（ニッショーホール）にて、原田珠々華とともに新メンバーとして加入することが発表された。
2018年2月24日、アイドルネッサンス解散。解散後は普通の学生生活を送り、軽音楽部でギターを始めていたが、そこでアイドル活動が好きなことを再確認。モーニング娘。やザ・コインロッカーズなどのオーディションを受ける中で、自分は（バンドのメンバーや弾き語りで）ギターを持って歌うより、バンドサウンドで踊りながら歌う方が好きなことに気づき、WACKの新ユニット・カレールーず（仮称）オーディションを受け合格。
2019年9月4日、カレールーず（仮称）改めCARRY LOOSEのオーディション合格者として公表。10月6日、タワーレコード渋谷店CUTUP STUDIOで行われたBiSとの合同インストアイベントでお披露目。
2020年2月25日、フリーマガジン「bounce」436号より「ユメカ・ナウカナ?（CARRY LOOSE）のユメみる円盤」を連載開始。同年3月11日より同一内容が「Mikiki」にて掲載されていた。
2020年10月31日、CARRY LOOSEが解散。
2021年4月9日、ASPのメンバーであることを発表。

## 作品

### 楽曲参加
- E TICKET PRODUCTION「ILLNINAL vol.2」（2017年11月8日、IDOL NEWSING）
  - #1「BEATS ME feat.南端まいな&野本ゆめか（アイドルネッサンス）」、#3「ILLNINAL feat.南端まいな&野本ゆめか（アイドルネッサンス）,Summer Rocket」収録
- E TICKET PRODUCTION『E TICKET RAP SHOW 2』（2018年4月4日、IDOL NEWSING）
  - #4「BEATS ME feat. 南端まいな&野本ゆめか（アイドルネッサンス）」、#6「ILLNINAL feat.青山ひかる,風間玲マライカ&神崎風花(sora tob sakana),南端まいな&野本ゆめか（アイドルネッサンス）,Summer Rocket,水春（桜エビ〜ず）」収録

## 出演

### ミュージックビデオ
- さよならポニーテール「放課後テレポート」（2017年）[12]

### 連載
- ユメカ・ナウカナ?（CARRY LOOSE）のユメみる円盤 全9回 (bounce、Mikikiにて公開)(2020年2月25日 - )[9][8]